# Camon, Somme
Camon är en kommun i departementet Somme i regionen Hauts-de-France i norra Frankrike. Kommunen ligger i kantonen Amiens 4e (Est) som tillhör arrondissementet Amiens. År 2022 hade Camon 4 387 invånare.

## Befolkningsutveckling
Antalet invånare i kommunen Camon
| Referens: INSEE |